# Иванов, Сергей Васильевич
Серге́й Васи́льевич Ивано́в (4 (16) июня 1864, Руза, Московская губерния, Российская империя — 16 августа 1910, д. Свистуха, Дмитровский уезд, Московская губерния, Российская империя) — русский живописец, академик Императорской Академии художеств.

## Биография

### Ранние годы
Сергей Иванов родился 4 (16) июня 1864, в городке Руза Московской губернии в семье акцизного чиновника.
Художественные наклонности у него проявились рано, однако его отец считал, что художника из сына не выйдет и, не видя разницы между живописью и черчением, прочил сына в инженеры. Так после окончания уездного училища в 1875 году в возрасте 11 лет Сергей, по воле отца, поступил в Константиновский межевой институт.
Институт тяготил его, и по совету П. П. Синебатова, сослуживца отца, «вечного студента» Академии художеств и с благословения В. Г. Перова, высоко оценившего его рисунки, 14-летний Сергей Иванов как «вольный посетитель сверх контингента» с осени 1878 года начинает заниматься в Московском училище живописи, ваяния и зодчества, куда в следующем году поступил, оставив межевой институт. В училище Иванов занимался до 1882 года. Среди его наставников были И. М. Прянишников, Е. С. Сорокин.
С 1882 по 1884 год Сергей Иванов учился в петербургской Академии художеств. Там были написаны «Слепцы» (1883, ЕМИИ).
Занятия в Академии проходили успешно, однако неудовлетворенность академическими порядками и материальные затруднения вынудили Иванова, уже перешедшего в последний, натурный, класс, покинуть Академию и переехать в Москву. В 1884 Сергей возвратился в Московское училище живописи, ваяния и зодчества и закончил его в 1885 году.
К последнему периоду обучения относятся картины «Больная» (1884, местонахождение неизвестно), «У кабака» (1885, местонахождение неизвестно), «К помещице с просьбой» (1885; местонахождение неизвестно), «У острога» (1884—1885, ГТГ), «Агитатор в вагоне» (1885, ГЦМСИР). К этому времени относится начало работы над темой переселенчества (цикл 1885—1890 гг.).

### Переселенческая тема (1885—1889)

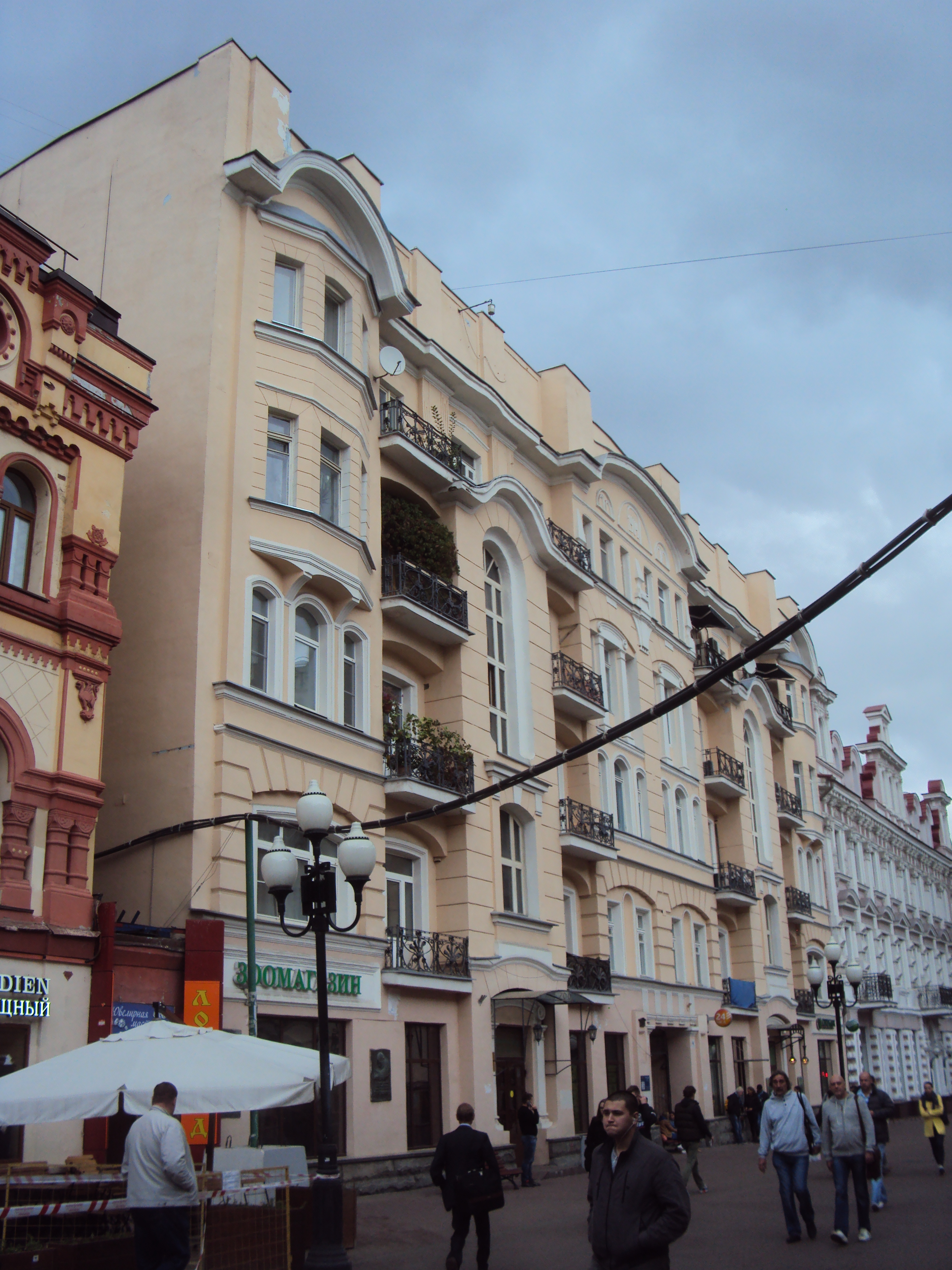
Дом, в котором в 1910-е гг. жил и работал художник С. В. Иванов: Арбат ул., дом 30/3, строение 1, Арбат, Центральный округ, Москва

Уже на последних курсах Сергей Иванов обращается к острым социальным проблемам. В частности, его внимание привлекло характерное для русской деревни последней четверти XIX века явление: во второй половине 1880-х годов началось переселение в Сибирь. После реформы 1861 года возникла необходимость в решении земельного вопроса. Правительство видело выход в переселении безземельных крестьян в этот обширный малозаселённый край. Только за последние десятилетия XIX века несколько миллионов крестьян оставили свои ничтожные наделы, убогие избы и отправились на поиски «благодатных земель». В одиночку, с женами и детьми, небольшими партиями, унося с собой свой утлый скарб, пешком и на подводах, а если повезет, то и по железной дороге, устремлялись они, вдохновленные утопическими мечтами о «Беловодье» или «Белой Арапии», навстречу тяжелым испытаниям и чаще всего жестоким разочарованиям. Трагедия безземельных крестьян, уходивших со своих исконных мест, из центральных губерний на окраины страны — в Сибирь и сотнями гибнущих в пути, — вот основная мысль цикла картин Иванова. Он запечатлел сцены крестьянской жизни в нарочито тусклых, «скорбных» по колориту картинах о переселенцах.

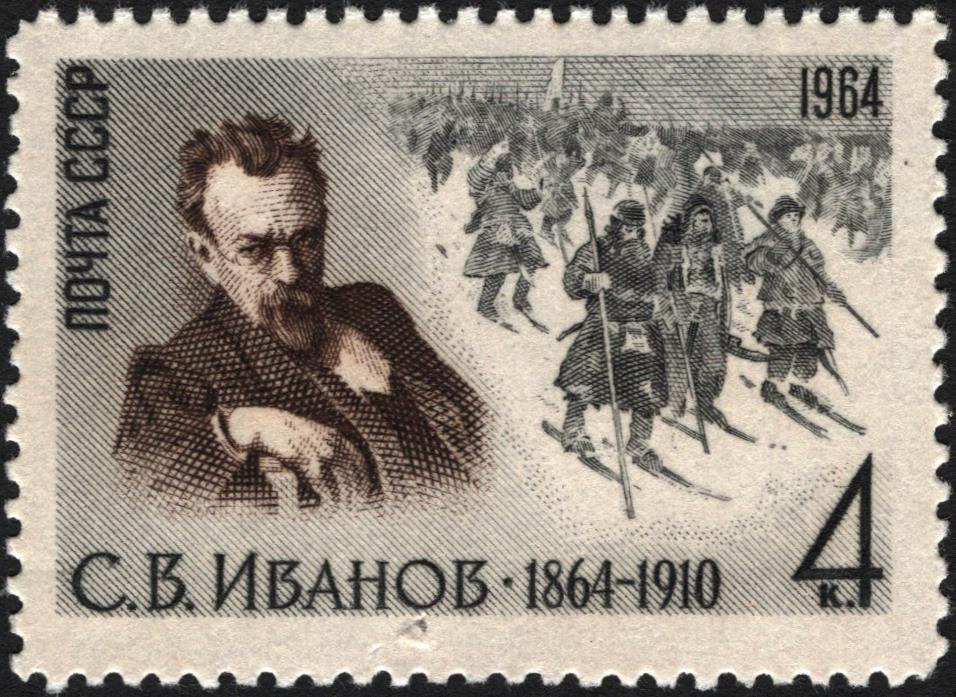
Почтовая марка СССР, 1964 год. 100-летие со дня рождения русского живописца и графика С. В. Иванова

Испросив в Московском художественном обществе свидетельство на «проезд и жительство» в ряде губерний от Московской до Оренбургской, Иванов расстается с училищем, не получив даже свидетельства на звание учителя рисования. С этого времени Иванов становится своеобразным летописцем трагического явления в жизни русского пореформенного крестьянства.
В 1885—1889 Иванов проехал по Самарской, Саратовской, Астраханской и Оренбургской губерниям и по личным впечатлениям создал серию живописных работ, рисунков и литографий — «Переселенцы», в которых правдиво показал трагическую судьбу крестьян.
Художественный критик Сергей Глаголь (псевдоним С. С. Голоушева) так рассказывает об этом периоде жизни и творчества Иванова:

… Десятки вёрст прошёл он с переселенцами в пыли русских дорог, под дождём, непогодой и палящим солнцем в степях, много ночлегов провёл с ними, заполняя свой альбом рисунками и заметками, много трагических сцен прошло перед его глазами, и в голове его сложился ряд картин, действительно способных нарисовать эпопею русских переселений.

В картинах и рисунках Иванова предстают ужасающие сцены переселенческой жизни. Надежда и отчаяние, болезни и смерть рядом с людьми, странствующими по просторам России. В эти годы написаны картины: «На новые места. Русь идёт!» (1886, Зарайский кремль; эскиз 1885, НХМ РБ), «Переселенцы. Ходоки» (1886, БГХМ им. М. В. Нестерова), «Обратные переселенцы» (1888, Национальная галерея Республики Коми) и первая серьёзная картина художника «В дороге. Смерть переселенца» (1889, ГТГ), принёсшая молодому художнику известность.
Следующим разделом социальной эпопеи Иванова была «арестантская серия». Работа над ней по времени иногда смыкалась с «переселенческим циклом»; тогда же художник создал: «Беглый», эскиз (1886, ГТГ), «Бунт в деревне» (1889, ГЦМСИР), «Отправка арестантов» (1889, ГЦМСИР), «Бродяга» (1890, местонахождение неизвестно). Картина «Этап» (1891, картина погибла, вариант в Саратовский государственный художественный музей им. А. Н. Радищева) словно подытоживает «арестантскую серию».
На рубеже 1889—1890 годов Сергей Иванов наряду с Серовым, Левитаном, Коровиным — признанный лидер среди московских художников молодого поколения. Тогда же он посещал поленовские «рисовальные вечера», которые организовывали В. Д. Поленов и его супруга, и находил там поддержку и одобрение.

### Период исторических произведений
С середины 1890-х годов начинается новый период в творчестве художника, связанный с созданием исторических произведений. В исторической живописи Иванова есть черты, роднящие его с искусством Сурикова и Рябушкина. Живописцу понятно состояние возбужденной массы в острые драматические моменты («Смута», 1897, Музей-квартира И. И. Бродского); «По приговору веча», 1896, частное собрание), его влечет сила русских народных характеров и он, подобно Рябушкину, находит красоту в явлениях народного быта, утверждает понимание этой красоты русским человеком. Иванов чутко улавливает живописные искания времени; его произведения этих лет приобретают особую колористическую звучность.
В 1899 году Сергей Иванов был принят в «Товарищество передвижников». В настоящее время его, наряду с Архиповым, Рябушкиным, причисляют к «поздним передвижникам», то есть ко второму поколению художников-передвижников, существенно обновивших изобразительный язык представителей старшего поколения.
Однако поиск иных тем и способов выражения внутреннего состояния продолжался. Иванов, неудовлетворенный (по его словам) «милыми сценками», преобладавшими в бытовом жанре передвижников, стремился к искусству остродраматическому, чутко передающему «биение человеческой души». Он постепенно, возможно, под влиянием работы на пленэре изменил свой рисунок и палитру. Это произошло в 1903, в годы создания Союза русских художников, в котором Иванов сыграл определённую роль. Художник обратился к историческому жанру, писал портреты своих близких, иллюстрировал книги. Он оставался художником-реалистом, несмотря на наступившие времена поисков, модерна, отказа от предметного искусства.
Иванов выступил новатором исторического жанра, компонуя эпизоды русского Средневековья — в духе стиля модерн — почти как кинокадры, захватывающие зрителя своим динамичным ритмом, «эффектом присутствия» (Приезд иностранцев в Москву XVII столетия, 1901); «Царь. XVI век» (1902), Поход москвитян. XVI век, 1903). В них художник по-новому взглянул на историческое прошлое родины, изображая не героические моменты событий, а сцены быта из древнерусской жизни. Некоторые образы написаны с оттенком иронии, гротеска. В 1908-13 годах выполнил 18 работ для проекта «Картины по русской истории».

### Революционные годы — последние годы
В 1905 году Сергей Васильевич стал обладателем почетного звания академика.

Мемориальная доска С. В. Иванову на ул. Арбат, дом. 30

Своеобразные черты нервного «протоэкспрессионизма» с особой силой проступили у него в образах первой русской революции, в том числе в знаменитой картине «Расстрел» (1905, Историко-революционный музей «Красная Пресня», филиал ГЦМСИР), поразившей современников пронзительно отчаянным звучанием протеста.
Во время вооруженного восстания 1905 года в Москве он был его свидетелем и участником — оказывал помощь раненым в уличных боях студентам прямо в здании Московского университета на Моховой улице. Сохранились его рисунки жандармов и казаков, которые во время восстания квартировали в Манеже, возле Кремля. Картину, о которой пойдет речь, Иванов не показал даже своим близким[стиль]. Поэтому неизвестно точно, как он хотел её назвать. Картину после смерти художника обнаружила его жена и показала её на посмертной выставке под названием «Эскиз», хотя это законченная работа. Название «Расстрел» картина получила уже при советской власти.
Позже художник работает над картиной «Едут! Карательный отряд» (1905—1909, ГТГ).
Он преподавал в Строгановском художественно-промышленном училище (1899—1906), в Московском училище живописи, ваяния и зодчества (1900/1903-1910).
Был участником выставок Московского общества любителей художеств (1887, 1889, 1894), Товарищества передвижников (1887—1901), «36 художников» (1901, 1902), «Мир искусства» (1903), Союза русских художников (1903—1910).
Плодотворно работал и как мастер офорта и литографии, а также как иллюстратор произведений Н. В. Гоголя, М. Ю. Лермонтова, А. С. Пушкина и др.
Умер Иванов в возрасте 46 лет от сердечного приступа 3 (16) августа 1910 года у себя на даче в деревне Свистуха на берегу речки Яхромы.

## Галерея

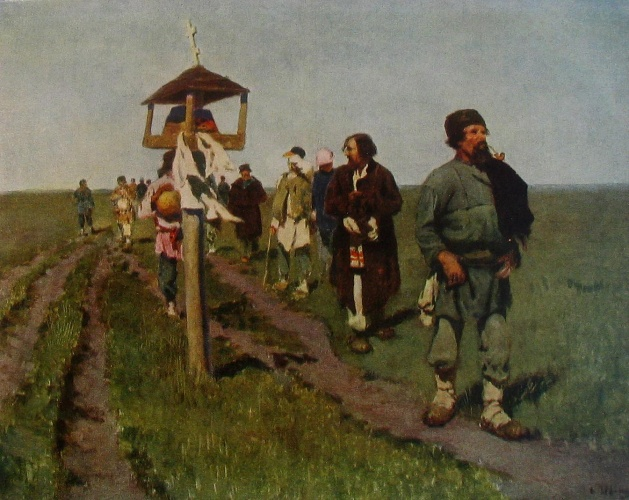
«Переселенцы. Ходоки». 1886.
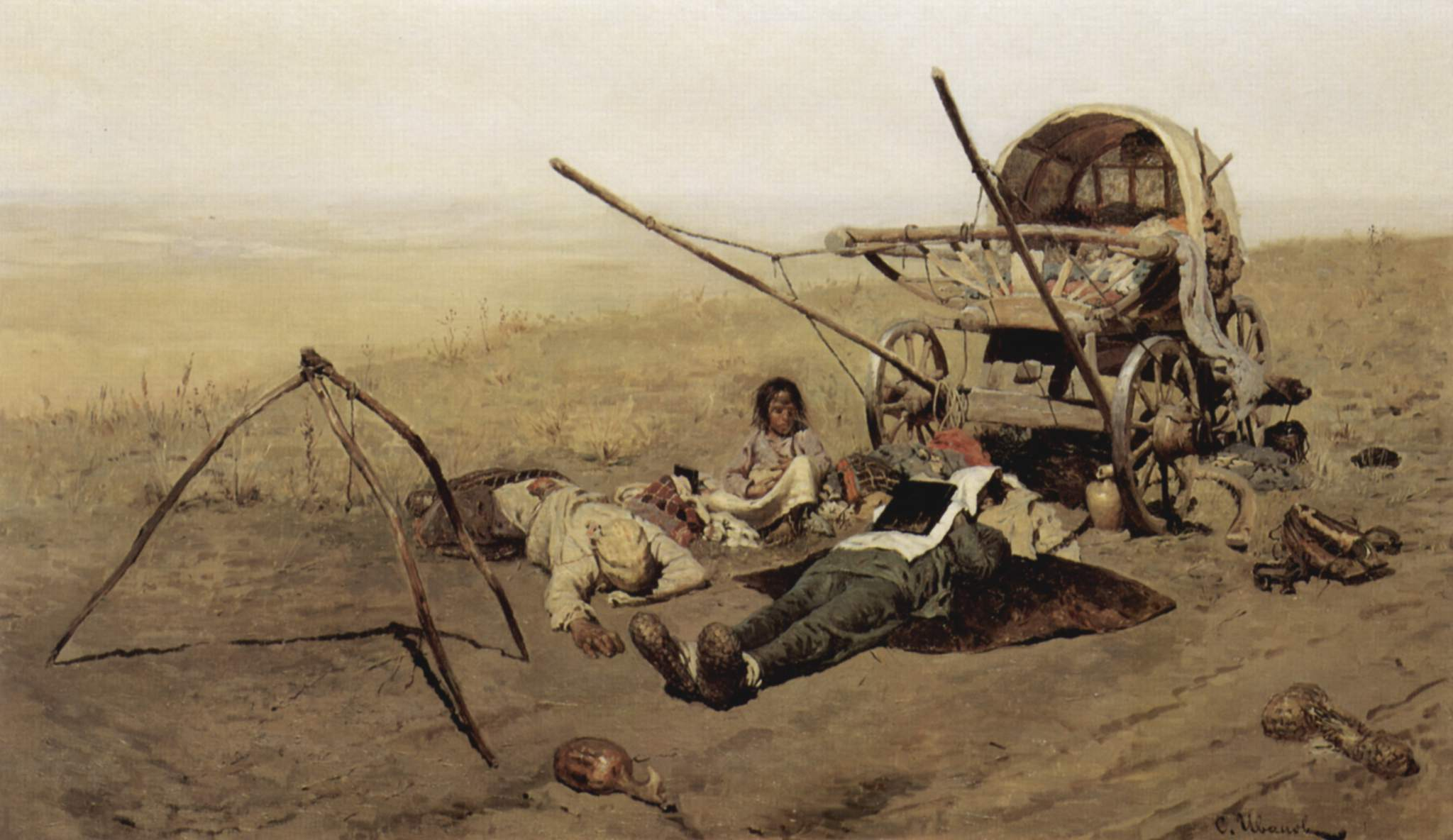
«В дороге. Смерть переселенца». 1889. ГТГ.
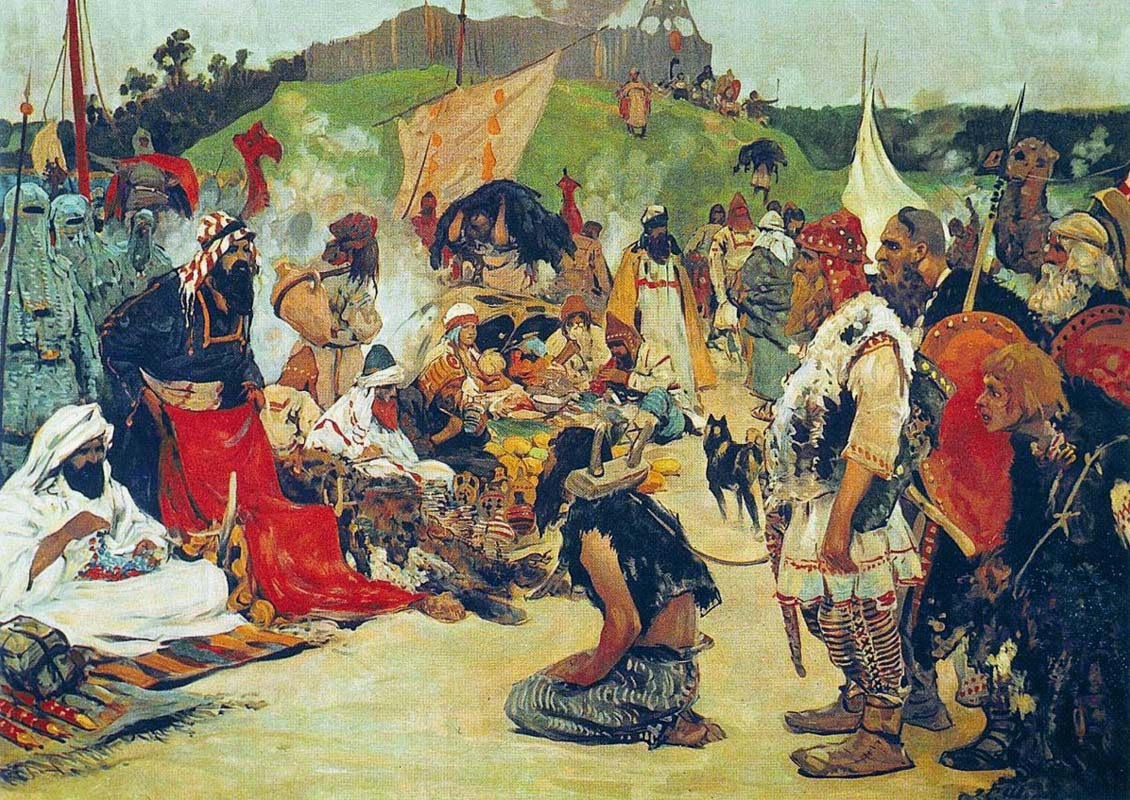
«Торг в стане восточных славян».
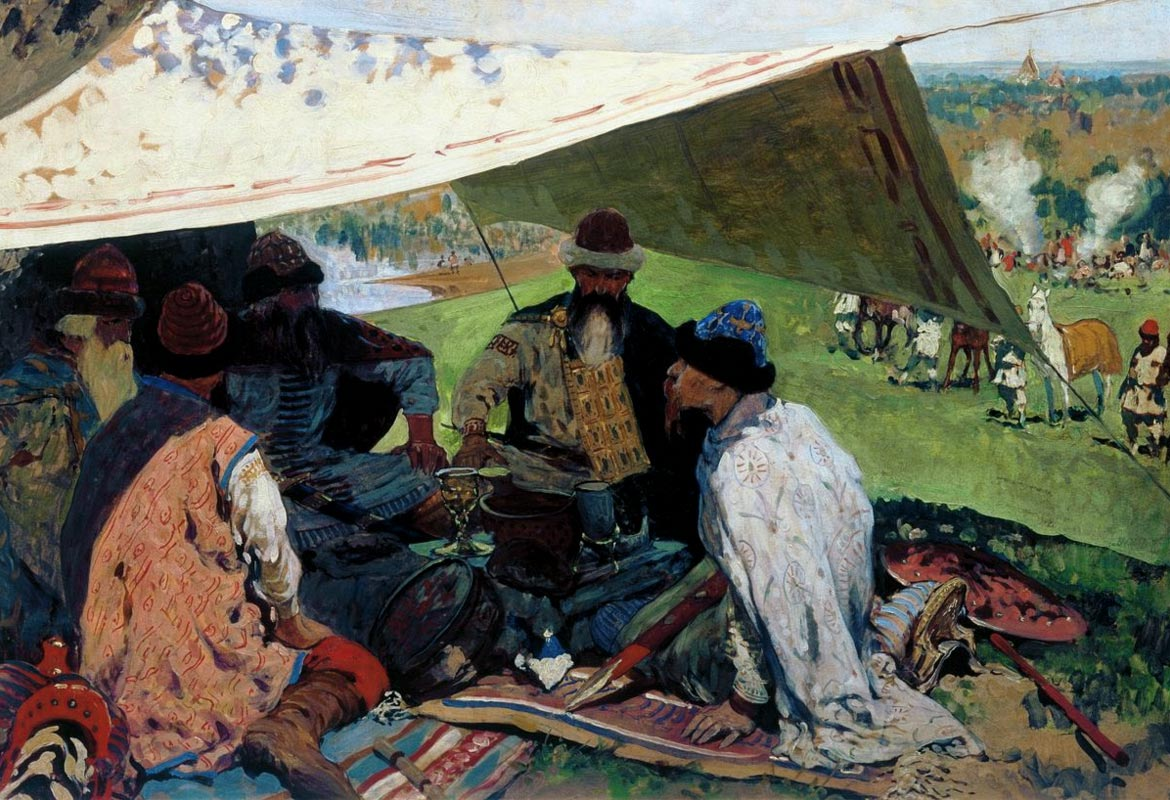
«Съезд князей в Уветичах», 1910
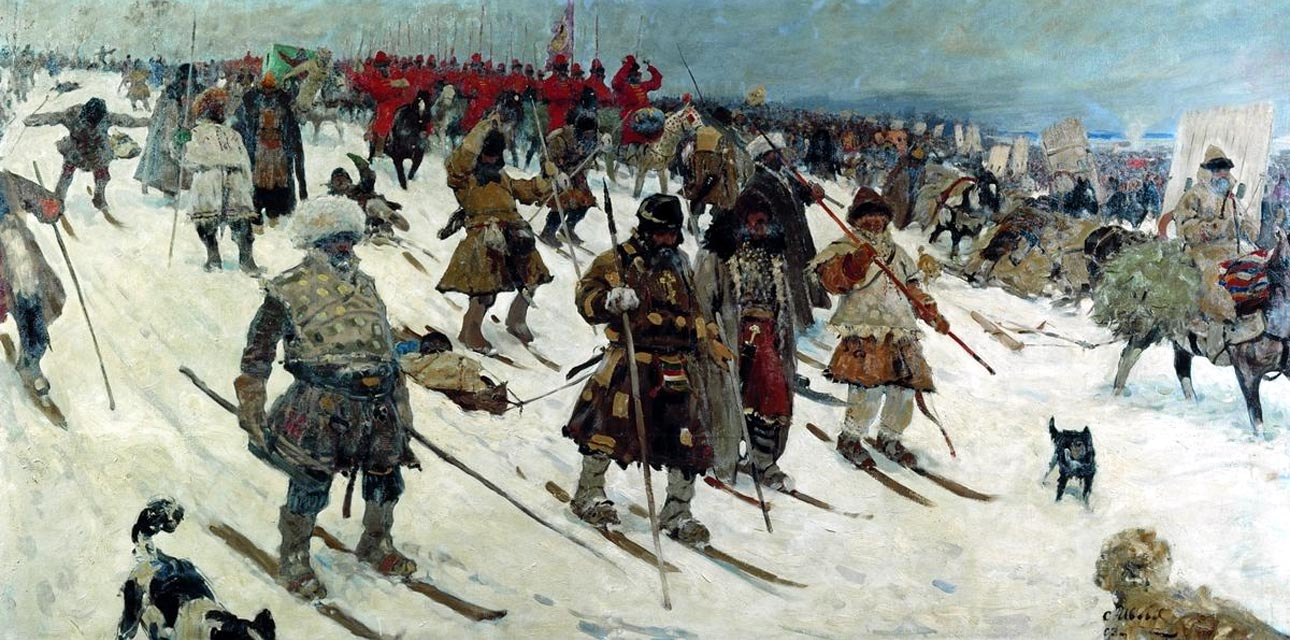
«Поход Войска Московской Руси», XVI век, картина 1903.
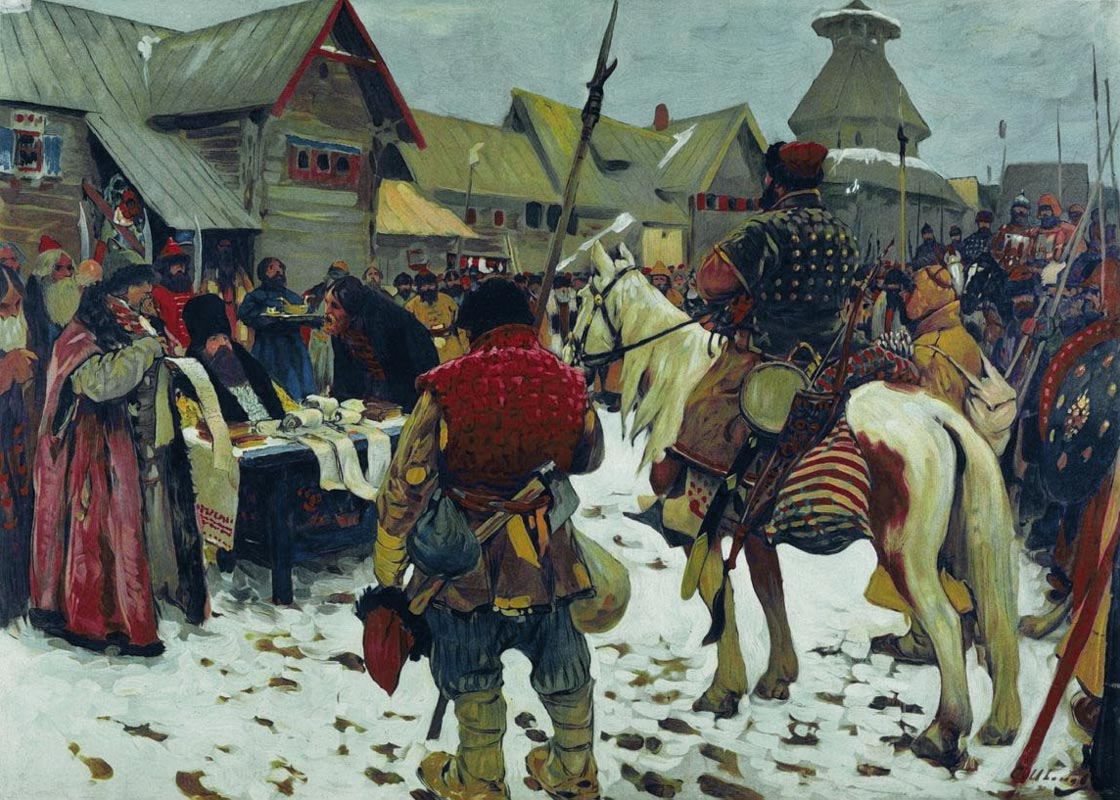
«Смотр служилых людей», не позднее 1907
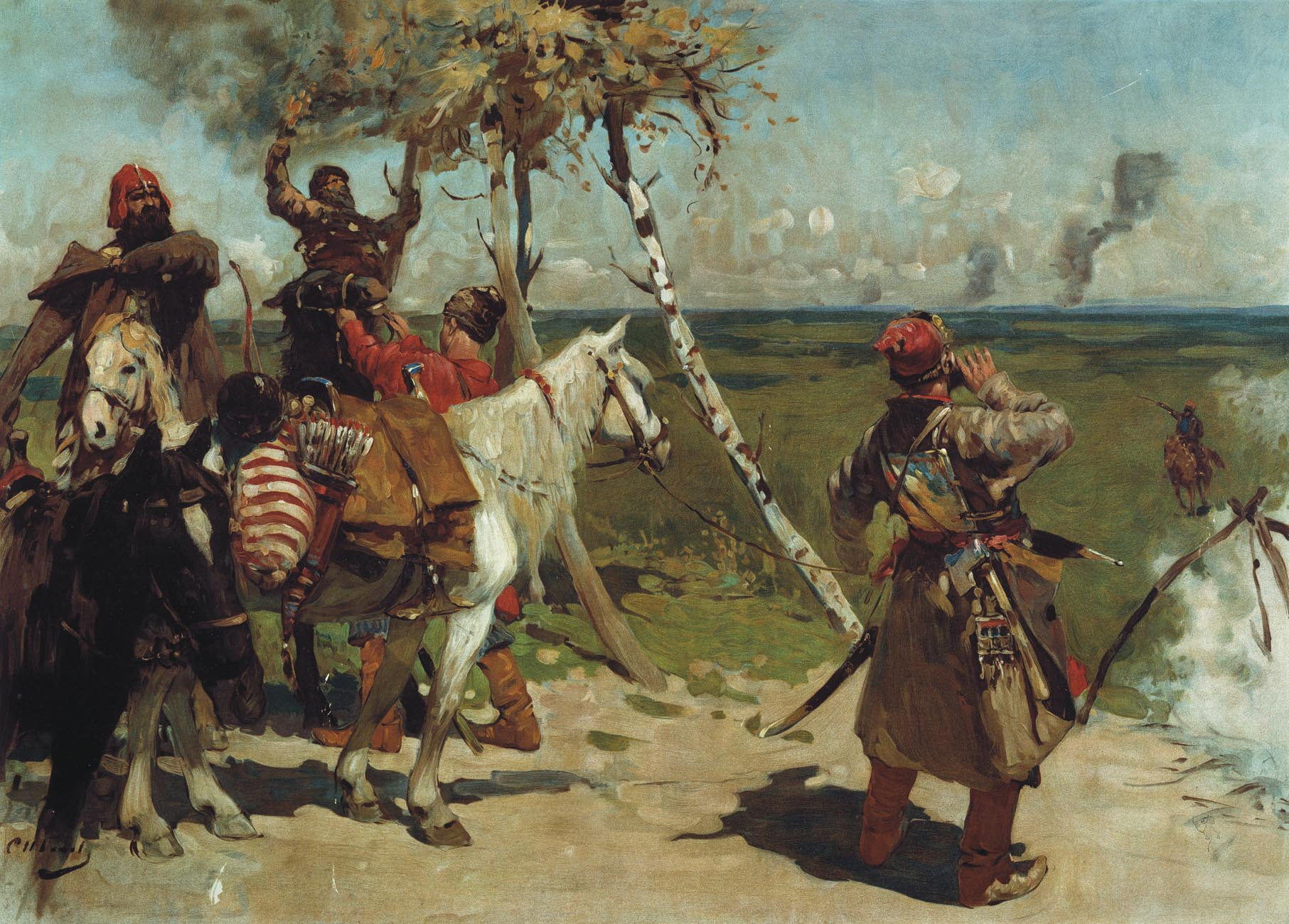
«На сторожевой границе Московского государства». 1907. Картина для издательства И. Н. Кнебеля. Местонахождение неизвестно.
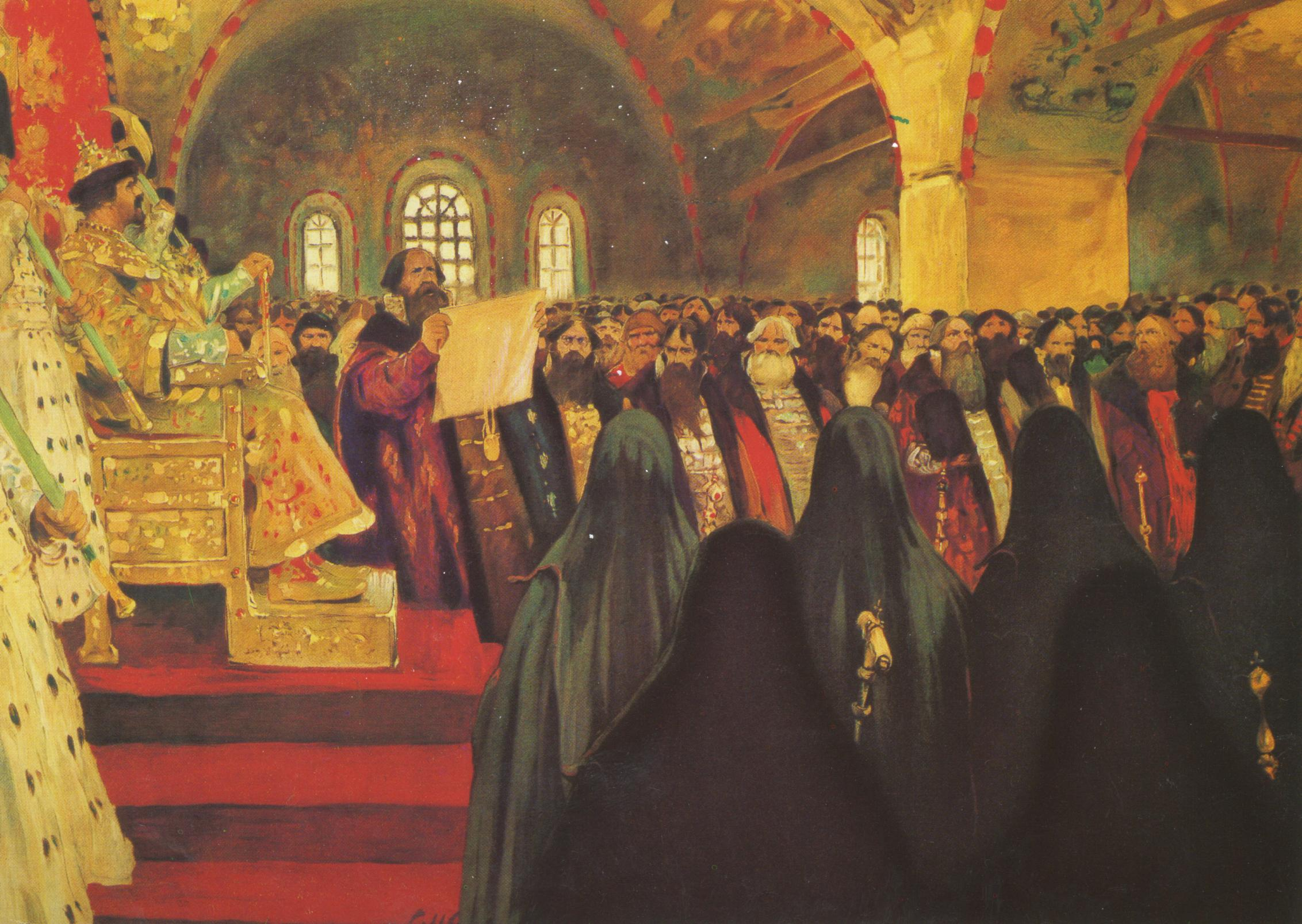
«Земский собор (XVII в.)». 1908. Картина для издательства И. Н. Кнебеля.
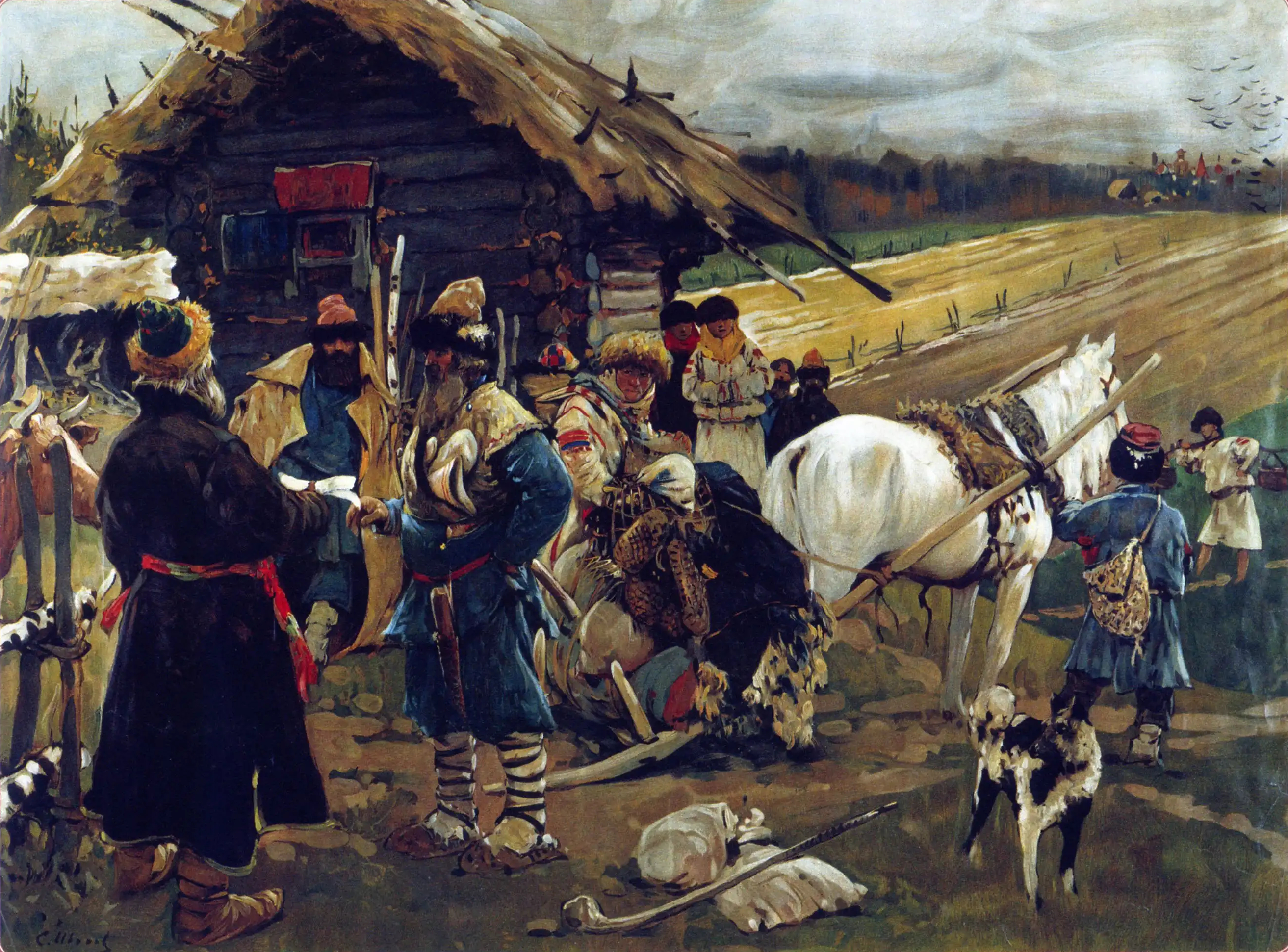
«Юрьев день». 1908.
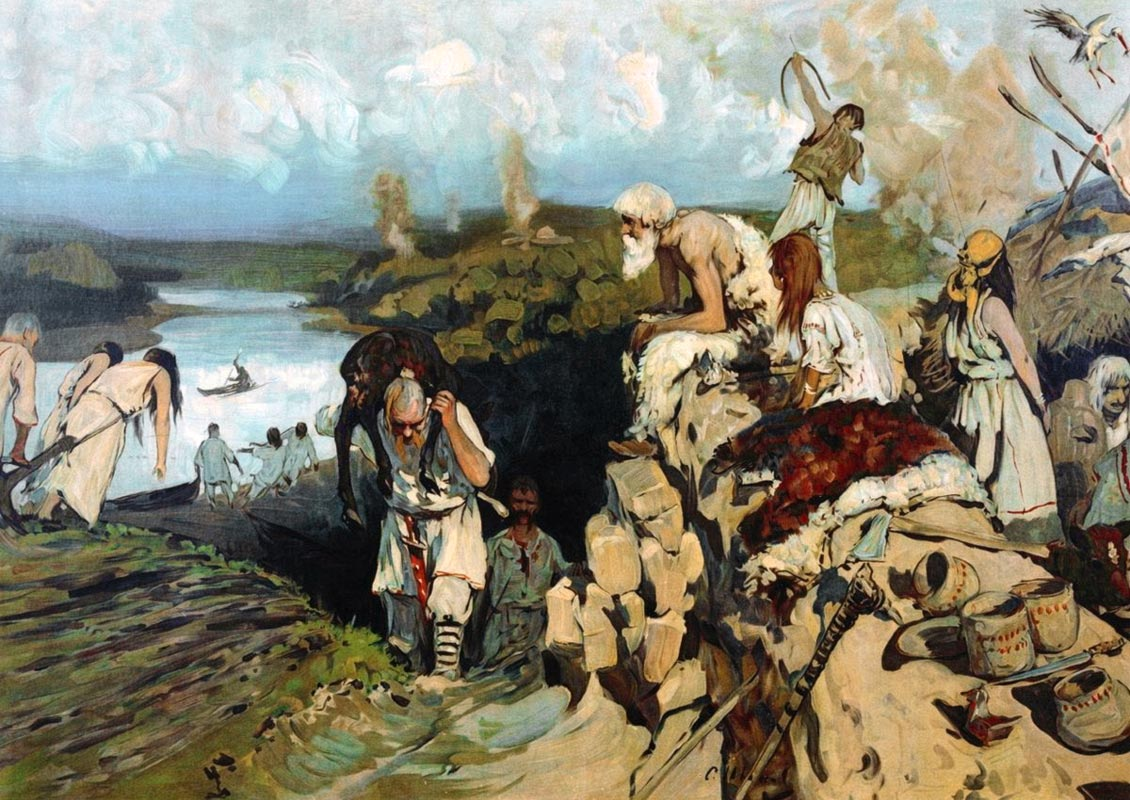
«Жильё восточных славян.»1909
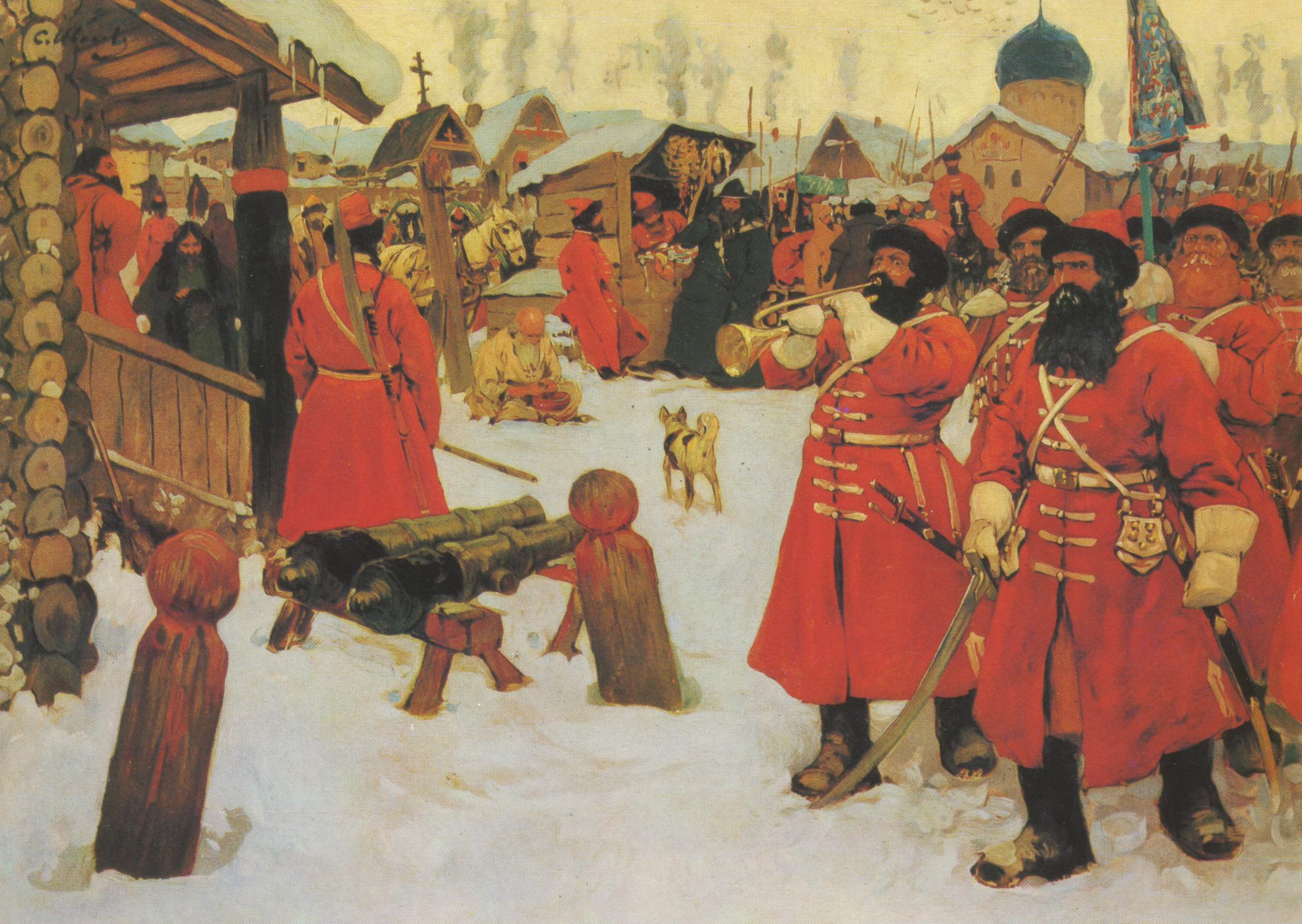
«Стрельцы»
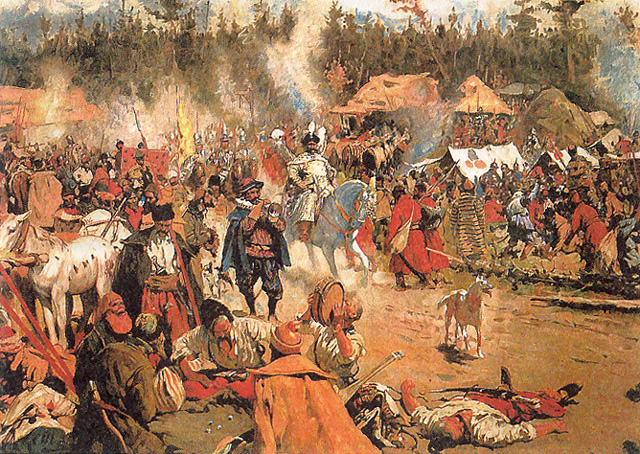
«Смутные времена»
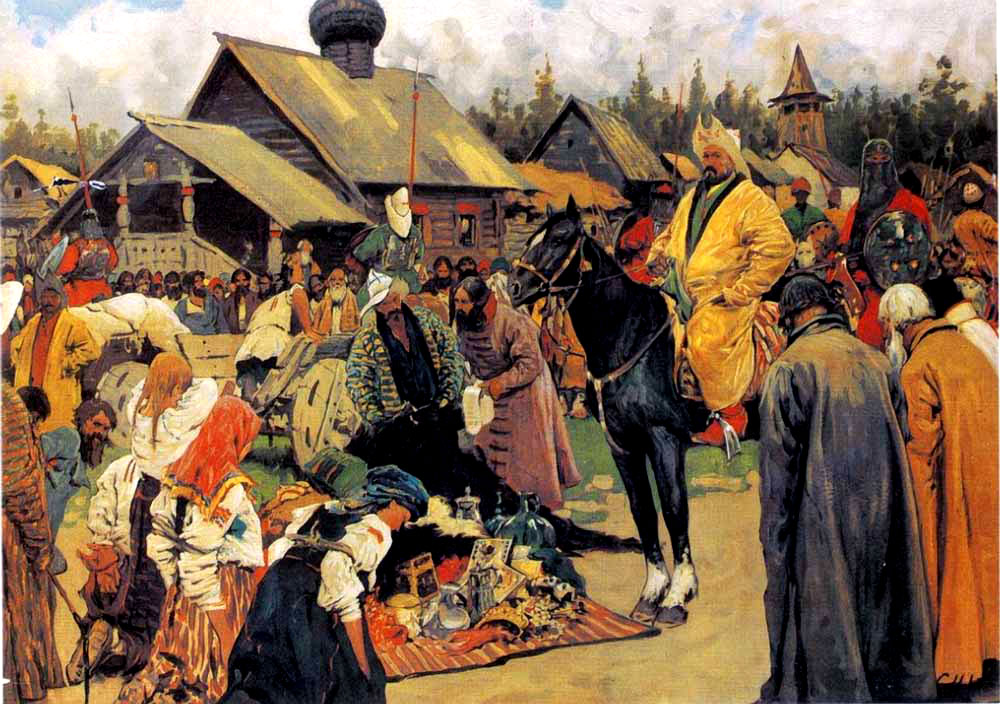
«Баскаки». 1909